# Université catholique australienne
Pour les articles homonymes, voir ACU.
L'université catholique australienne (Australian Catholic University ou ACU en anglais) est la seule université publique catholique australienne. Elle compte plus de 13 000 étudiants et 900 employés sur six campus situés dans trois États et le Territoire de la capitale australienne. L'université est ouverte à tous, personnel et élèves, indépendamment de leurs convictions religieuses et est affiliée à l'Association des universités du Commonwealth et à la Fédération internationale des universités catholiques. Le Professeur Greg Craven en est devenu le vice-chancelier au début de 2008.
L'université a été créée en 1991 par la fusion de quatre instituts catholiques d'enseignement supérieur situés respectivement dans le Queensland, la Nouvelle-Galles du Sud, le Victoria et le Territoire de la capitale australienne. Université et instituts ont joué un rôle important en Australie par la formation de nombreux enseignants et infirmières employées dans le domaine public, catholique ou autres. 
La mission de l'université vise à ajouter une "dimension spirituelle" à l'enseignement supérieur en Australie, similaire à l'objectif des principales universités catholiques d'Europe et d'Amérique du Nord. Il existe une forte part de justice sociale dans la mission et les programmes de l'université.

## Histoire
Le système scolaire catholique en Australie s'est développé en parallèle avec celui de l'état au XIXe siècle. Les catholiques australiens, essentiellement d'origine irlandaise, ont voulu éduquer leurs enfants dans leur foi, dans un pays où les protestants étaient en majorité. Lorsque les aides d'État ont été arrêtées pour les écoles religieuses à la fin du XIXe siècle, les évêques catholiques irlandais ont envoyé des religieux pour enseigner dans les écoles catholiques australiennes. Jusqu'au milieu du XXe siècle, la majorité des enseignants dans les écoles catholiques australiennes étaient membres d'une congrégation, comme celle des frères chrétiens, des Sœurs de la Clémence, des Dominicains et des Frères Maristes. 
Les premiers instituts religieux ont servi à former des jeunes australiens à la vie religieuse et à la direction d'établissements d'enseignement et de santé catholiques. Le premier d'entre eux a été créé en 1850, un an avant la création de la première université publique australienne, l'Université de Sydney. Au milieu du XXe siècle, ces instituts ont commencé à admettre des étudiants laïcs et des établissements chargés de former les enseignants travaillant dans les instituts. Dans les années 1980, ils étaient appelés "Collèges de l'Enseignement supérieur" (en anglais : Colleges of Advanced Education, CAE).
Les réformes Dawkins de la fin des années 1980 et la volonté du gouvernement fédéral de traiter avec une seule institution catholique ont mené à la fusion de ces anciens CAE pour former l'université catholique australienne. Les quatre établissements qui ont fusionné pour devenir l' ACU nationale étaient les établissements catholiques suivants: le College of Education à Sydney en Nouvelle-Galles du Sud, l'Institut de l'Education catholique au Victoria, le College McAuley au Queensland, et Signadou College of Education dans le Territoire de la capitale australienne. 
L'université a ouvert ses portes le 1er janvier 1991. À l'origine elle avait huit campus, mais ce nombre a été ramené à six. Il y a eu fermeture des deux campus de Melbourne : Miséricorde à Ascot Vale et Christ à Oakleigh qui ont été remplacés par le nouveau campus Saint-Patrick à Fitzroy, un quartier de Melbourne. Il y avait autrefois trois campus à Sydney: le campus de Castle Hill a été fermé et le personnel et les étudiants répartis dans les deux autres campus à Strathfield et à North Sydney. En 2003, le campus McAuley a été déplacé du quartier de Mitchelton à Brisbane vers un nouveau campus plus vaste dans le quartier de Banyo. 
National ACU a été adopté comme sigle de l'Université en 2001 pour la distinguer des autres organismes utilisant "ACU" et de souligner la position unique de l'université nationale australienne.